# Dezemberfieber
Dezemberfieber ist eine umgangssprachliche Bezeichnung für eine Kennzahl aus dem Bereich der öffentlichen Finanzen, die Ausgaben eines Bereichs bzw. einer Organisationseinheit im Zeitraum Mitte November bis Ende Dezember zu den rechnerisch durchschnittlichen Ausgaben in einem Zeitraum von anderthalb Monaten in Beziehung setzt. Die Kennzahl zeigt auf, ob und inwieweit die Ausgaben im Zeitraum Mitte November bis Ende Dezember über dem statistischen Jahresmittel für einen Zeitraum von anderthalb Monaten liegt.
Ein Wert von 100 % bedeutet, dass im Zeitraum 15.11. bis 31.12. die Ausgaben genau so hoch waren wie sie im Durchschnitt der über das Jahr hinweg getätigten Ausgaben lagen. Ein Wert von 120 % bedeutet hingegen, dass die Ausgaben im Dezember um 20 % über dem statistischen Jahresmittel für 1,5 Monate lagen. Werte deutlich über 100 % können auf ein Dezemberfieber hindeuten.
In Kanada endet das Fiskaljahr im März, dort werden die exzessiven Jahresendausgaben als March Madness bezeichnet. In den USA heißt das Phänomen use it or lose it.
Ein ähnliches Verhalten wird auch in Großunternehmen mit Kostenstellenplanung beobachtet, bei der sich die Budgethöhe des Folgejahres am Vorjahr orientiert.

## Ursachen und Folgen
Zu den verfassungsmäßigen Haushaltsgrundsätzen zählen die Prinzipien der Jährlichkeit und Jährigkeit. Gem. § 27 Abs. 1 Satz 1 HGrG, § 45 Abs. 1 Satz 1 BHO dürfen Ermächtigungen von der Exekutive nur zu im Haushaltsplan bezeichneten Zwecken und Leistungen, soweit und solange sie fortdauern, und nur bis zum Ende des Haushaltsjahres geleistet oder in Anspruch genommen werden. Anschließend verfallen sie grundsätzlich ersatzlos (Prinzip der Jährigkeit). Dieser Umstand bildet einen Anreiz, vor Ablauf des Haushaltsjahres bis dahin nicht in Anspruch genommene Mittel noch zu verausgaben. Aus der Perspektive der Verwaltung wäre die Nichtnutzung der Mittel eine Verschwendung, da sie dann verfielen. Der Finanzökonom Christoph Siemroth kritisiert, dass dadurch ein Anreiz bestehe Ausgaben ineffizient zu tätigen. Dies geschehe unter anderem dadurch, dass diese Ausgaben zum Jahresende unter Zeitdruck, und dadurch überteuert oder mit Produkten in minderer Qualität, ausgeführt werden.
Der am häufigsten genannte Grund, warum kurz vor Jahresende unabhängig von der Effizienz alles ausgegeben werde, ist die Befürchtung, dass sonst in den folgenden Jahren die Mittel gekürzt werden. Damit würde der Handlungsspielraum der Behörde eingeengt. Auch leidet möglicherweise die Bedeutung der betreffenden Abteilung darunter, weil sie unter Umständen auch an der Summe der abfließenden Gelder gemessen wird. Es ist umstritten, wie stark diese Praxis tatsächlich verbreitet ist.

## Übertragbarkeit von Ausgaben
Siemroth schlägt als Gegenmittel zum Dezemberfieber die Möglichkeit vor, öffentliche Mittel zeitlich flexibler zu nutzen – dadurch würden die öffentlichen Mittel meist besser verwendet. Das Prinzip der Jährigkeit wird durchbrochen im Hinblick auf die Bildung von Ausgaberesten, die unter bestimmten Voraussetzungen ausnahmsweise für die jeweilige Zweckbestimmung über das Haushaltsjahr hinaus bis zum Ende des auf die Bewilligung folgenden zweitnächsten Haushaltsjahres verfügbar bleiben bzw. übertragen dürfen, gesetzlich geregelt in § 15 Abs. 1 des Haushaltsgrundsätzegesetzes (HGrG) und § 19 der Bundeshaushaltsordnung (BHO).   Danach sind Ausgaben für Investitionen und Ausgaben aus zweckgebundenen Einnahmen übertragbar. Andere Ausgaben können im Haushaltsplan für übertragbar erklärt werden, wenn dies ihre wirtschaftliche und sparsame Verwendung fördert.
In einigen Bundesländern sind beispielsweise in Hochschulen sogenannte Globalhaushalte eingerichtet worden, die sowohl das Verschieben von Geldmitteln zwischen einzelnen Töpfen erleichtern als auch die Möglichkeit einräumen, überzählige Gelder in das nächste Haushaltsjahr zu übertragen. In Rheinland-Pfalz dürfen Hochschulen z. B. 75 % der am Jahresende nicht verbrauchten Mittel aus dem Personalbereich in festzulegende Titel im Bereich Personal und Sachausgaben übertragen, bei Übertragung in den Investitionsbereich dürfen sogar 100 % übertragen werden. Restliche Sachmittel können zu 75 % in Sachtitel oder 100 % in Investitionstitel übertragen werden. Restinvestitionsmittel können zu 100 % in Investitionstitel des Folgejahres übertragen werden. Normalerweise können reguläre Haushaltsmittel nur zur Vollendung nicht am Jahresende abgeschlossener Vorhaben ins Folgejahr übertragen werden.

## Sachliche Gründe für überdurchschnittliche Ausgaben am Jahresende
Der Anstieg der Ausgaben kurz vor Jahresschluss hat teilweise auch sachliche Gründe. So werden, wenn die Haushalte gegen Ende des Jahres die Liste der offenen Bestellungen durchgehen, Firmen und Auftragnehmer oft gedrängt, die Leistung endlich zu erbringen. Auch werden Firmen, die die Leistung erbracht, aber noch keine Rechnung gestellt haben, gedrängt das zu tun, weil die Haushalte nicht mit zahlreichen offenen Fällen in den Jahresabschluss gehen wollen. Die Haushälter wollen also ohne Festlegungen in das neue Jahr gehen.
Möglich ist auch, dass der Haushalt einer Institution so eng ist, dass der Haushälter eine kleine Reserve für unerwartete Ausgaben wie Schäden an Maschinen oder Gebäuden vorhalten muss. Deshalb schiebt er an sich nötige Investitionen auf, bis das Jahr fast um ist und es unwahrscheinlich wird, dass noch größere Schäden auftreten. Dann verbraucht er die nun voraussichtlich nicht mehr benötigte Reserve rasch für nötige oder wenigstens sinnvolle Beschaffungen.